# Месарош, Андрей
Андрей Месарош (словац. Andrej Meszároš; род. 13 октября 1985, Поважска-Бистрица, Чехословакия) — словацкий хоккеист, играет на позиции защитника.

## Клубная карьера
Андрей Месарош родился в городе Поважска Бистрица в Чехословакии, а профессиональную спортивную карьеру начал в Тренчине, в клубе «Дукла». После двух лет игры в словацкой экстралиге Месарош был выставлен на драфт НХЛ, где его под общим 23-м номером выбрала «Оттава Сенаторз». Из-за локаута первый сезон за океаном Месарош провел в юниорском клубе Западной хоккейной лиги «Ванкувер Джайэнтс». Там он сразу же проявил себя: по итогам сезона Месарош был признан лучшим новичком и лучшим защитником «Гигантов».
Сезон 2005/06 Месарош начал в Оттаве, дебютировав в НХЛ 5 октября 2005 года. 9 декабря Месарош забил свой первый гол в сильнейшей лиге мира, поразив ворота другой команды из Ванкувера — «Кэнакс». Всего же за регулярный чемпионат он набрал 39 очков (10+29) и вошёл в символическую сборную новичков НХЛ, в которой «напарником» Андрея по обороне стал Дион Фанёф.
В следующем году «Оттава» впервые за свою историю вышла в финал Кубка Стэнли. Правда, там «сенаторы» уступили всего в пяти играх, и обладателем трофея стал «Анахайм Дакс». Месарош завершил плей-офф со вторым показателем полезности в команде (+5). Ранее в том же сезоне он принимал участие в матче молодых звёзд НХЛ, в котором Восток победил — 9:8, а Месарош забросил две шайбы.
Летом 2008 года закончился срок действия контракта словака с «Оттава Сенаторз», и Месарош получил статус неограниченно свободного агента. Не сумев договориться с руководством столичного клуба о новом соглашении, словацкий защитник перешёл в «Тампа Бэй Лайтнинг» в обмен на Филипа Кубу и Александра Пикара. Через два года Месарош сменил Тампу на Филадельфию, присоединившись к «Флайерз». По окончании своего первого сезона за «лётчиков» Месарош получил Барри Эшби Трофи — приз, вручаемый лучшему защитнику команды.
В октябре 2015 года перешёл в российский клуб «Сибирь».
1 августа 2016 года перешёл в словацкий клуб «Cлован».

## Достижения

### Командные
- Чемпион Словакии: 2004
- Победитель Восточной конференции НХЛ: 2007

### Личные
- Участник матча молодых звёзд НХЛ: 2007

## Статистика
| Легенда | Легенда                    | Легенда | Легенда                   | Легенда | Легенда    |
| ------- | -------------------------- | ------- | ------------------------- | ------- | ---------- |
| И       | Количество проведённых игр | Штр     | Штрафное время            | +/−     | Плюс-минус |
| Г       | Голы                       | П       | Голевые передачи          | О       | Очки       |
| -       | Статистика неизвестна      | —       | Статистика не учитывалась |         |            |